# Heribert Deutinger
Heribert „Harry“ Deutinger (* 13. Februar 1947 in München) ist ein deutscher Fußballtrainer.

## Karriere
Seit über 20 Jahren bei der SpVgg Unterhaching beschäftigt, trainierte Deutinger Junioren, Amateure und war Co-Trainer. Vom 2. April 2004 bis zum 30. Juni 2004 war Deutinger Interimstrainer, anschließend unter Andreas Brehme erneut Co-Trainer und seit dem 11. April 2005 wieder Trainer der Profimannschaft. Bevor er bei der SpVgg Unterhaching anheuerte, war er als Spieler und Trainer beim TSV Neubiberg tätig.
Am 19. März 2007 beendeten die SpVgg Unterhaching und Deutinger in gegenseitigem Einvernehmen den Trainervertrag nach andauernder Erfolglosigkeit in der 2. Fußball-Bundesliga. Von Juli 2010 bis Juni 2012 trainierte Deutinger die zweite Mannschaft der SpVgg Unterhaching.

## Privates
Heribert Deutinger ist verheiratet und hat zwei Kinder.

## Beleg
- Heribert Deutinger in der Datenbank von transfermarkt.de

| Personendaten    | Personendaten            |
| ---------------- | ------------------------ |
| NAME             | Deutinger, Heribert      |
| ALTERNATIVNAMEN  | Deutinger, Harry         |
| KURZBESCHREIBUNG | deutscher Fußballtrainer |
| GEBURTSDATUM     | 13. Februar 1947         |
| GEBURTSORT       | München, Deutschland     |